# La dama rossa uccide sette volte
La dama rossa uccide sette volte è un film del 1972 diretto da Emilio P. Miraglia.

## Trama
Ogni cento anni la "Dama Rossa" torna in un castello della Germania Ovest per ripetere i misfatti cominciati alcuni secoli fa (uccise sette persone, l'ultima delle quali era sua sorella). Tobias Wildenbrück, l'attuale proprietario del castello, per neutralizzare il maleficio (è il periodo in cui la Dama Rossa dovrebbe colpire nuovamente), scambia una delle nipoti, Eveline (che suppone sia l'assassina), con una contadinella. Nonostante ciò, i delitti vengono compiuti ugualmente: Tobias è fra le vittime. Qualche anno dopo, Ketty (l'altra nipote) è vittima di sospetti, paure (crede di aver ucciso, sia pure involontariamente, la sorellina; in realtà si trattava della piccola contadina, e l'omicidio non era stato commesso da lei). Martin, il neodirettore della casa di moda per cui lavora Ketty, scopre in Franziska Wildenbrück l'assassina di Eveline (la Dama Rossa, da lei strumentalizzata) e la responsabile di altre nefandezze. La donna, dopo aver tentato di allearsi con Martin proponendogli di dividere l'eredità lasciata da Tobias, viene uccisa dal sopraggiunto marito, da lei tradito: prima di morire, però, pugnala Martin. Giunge la polizia. Ketty viene salvata dall'acqua irrotta nei sotterranei del castello, dove attrattavi, si era recata. La ragazza e Martin si ritrovano in autoambulanza, diretti all'ospedale.

## Produzione
La dama rossa uccide sette volte è stato l'ultimo film di Emilio P. Miraglia e il suo secondo giallo dopo La notte che Evelyn uscì dalla tomba.
Il film è stato girato prevalentemente tra Würzburg e Weikersheim in Germania Ovest.

## Distribuzione
Il film è stato distribuito nei cinema italiani dalla Cineriz il 18 agosto 1972. Ha incassato complessivamente 513.725.000 lire a livello nazionale.
La pellicola è nota negli Stati Uniti ed in Gran Bretagna con i titoli The Red Queen Kills Seven Times, Blood Feast, Feast of Flesh, The Corpse Which Didn't Want to Die e The Lady in Red Kills Seven Times; in Francia come La dame rouge tua sept fois, in Spagna come La Mujer Roja mata siete veces ed in Germania come Die Rote Dame. La versione tedesca è più corta di circa 15 minuti rispetto a quella italiana.